# Саут Витли (Индијана)
Саут Витли (енгл. South Whitley) град је у америчкој савезној држави Индијана.

## Демографија
По попису из 2010. године број становника је 1.751, што је 31 (-1,7%) становника мање него 2000. године.
| Група             | 2000.         | 2010.         |
| Белци             | 1.759 (98,7%) | 1.702 (97,2%) |
| Афроамериканци    | 4 (0,2%)      | 4 (0,2%)      |
| Азијати           | 1 (0,1%)      | 3 (0,2%)      |
| Хиспаноамериканци | 9 (0,5%)      | 33 (1,9%)     |
| Укупно            | 1.782         | 1.751         |